# FK Vobkent
FK Vobkent (uzb. «Vobkent» futbol klubi, ros. Футбольный клуб «Вабкент», Futbolnyj Kłub "Wabkient") – uzbecki klub piłkarski, mający siedzibę w mieście Vobkent na wschodzie kraju. Założony w roku 2002.
W 2007 występował w Oʻzbekiston PFL.

## Historia
Chronologia nazw:
- 2002–2008: FK Vobkent (ros. ФК «Вабкент»)

Piłkarski klub FK Vobkent został założony w miejscowości Vobkent w 2002 roku. W 2003 zespół zajął pierwsze miejsce w turnieju finałowym Drugiej Ligi Uzbekistanu i zdobył awans do Pierwszej Ligi. W 2006 zajął drugie miejsce w lidze i awansował do Wyższej Ligi. Debiut w najwyższej lidze był nieudany - ostatnie 16. miejsce i spadek do Pierwszej Ligi. 18 maja 2008 po 8 meczach ligowych klub z powodów finansowych zrezygnował z dalszych występów i został rozwiązany.

## Sukcesy

### Trofea międzynarodowe
Nie uczestniczył w rozgrywkach azjatyckich (stan na 31-05-2015).

### Trofea krajowe
| \| \| Zdobyte trofea w rozgrywkach Uzbekistanu (stan na: 31-05-2015) \| |                                                                |      |                  |
| Rozgrywki                                                               | Osiągnięcie                                                    | Razy | Sezon(y)         |
| Mistrzostwo                                                             | I miejsce                                                      | 0    |                  |
| Mistrzostwo                                                             | II miejsce                                                     | 0    |                  |
| Mistrzostwo                                                             | III miejsce                                                    | 0    |                  |
| Mistrzostwo                                                             | 16. miejsce                                                    | 1    | 2007             |
| Puchar                                                                  | zdobywca                                                       | 0    |                  |
| Puchar                                                                  | finalista                                                      | 0    |                  |
| Puchar                                                                  | 1/8 finału                                                     | 3    | 2004, 2006, 2007 |
| II liga                                                                 | I miejsce                                                      | 0    |                  |
| II liga                                                                 | II miejsce                                                     | 1    | 2006             |
| II liga                                                                 | III miejsce                                                    | 0    |                  |
| Uzbekistan                                                              | Zdobyte trofea w rozgrywkach Uzbekistanu (stan na: 31-05-2015) |      |                  |

## Stadion
Klub rozgrywał swoje mecze domowe na stadionie Centralnym w Bucharze, który może pomieścić 22,700 widzów.

## Piłkarze
Znani piłkarze:
- Maqsud Karimov

## Trenerzy
...